# Romániai magyar könyvkiadás
A könyvkiadás erdélyi előzményei a 16. század első harmadára nyúlnak vissza; ettől az időszaktól kezdve, a történelmi viszontagságok közepette megszűnve is, a könyvkiadás és könyvterjesztés megszakítatlan volt.

## Előzmények
Az első könyvnyomtató műhelyt Erdélyben 1529-ben Szeben városa létesítette, s nemsokára ehhez a városi officinához csatlakozott a Honterus által 1535-ben alapított brassói és az 1550-ben létesült kolozsvári, Hoffgreff-Heltai-féle nyomda. De még a 16-17. században nyomda kezdi meg működését Raphael Hoffhalter vezetésével Nagyváradon (1565), a fejedelmi udvar mellett Gyulafehérvárt (1567), valamint Szászvároson (1581), Medgyesen (1661) és Csíksomlyón (1662) is. Impresszuma szerint Abrudbányán jelent meg 1596-ban a Comoedia Balassi Menyhárt árultatásáról; Szenczi Kertész Ábrahám 1640-ben Nagyváradon alapított nyomdája a török előretörése miatt költözött át 1659-től Kolozsvárra, ahol 1672-től a református kollégiumnak, 1693-tól Misztótfalusi Kis Miklósnak, 1696-tól az unitárius egyházközösségnek is működött nyomdája.
A 18. század végéig – részben az ellenreformáció, részben a felvilágosodás hatására – újabb nyomdák létesültek: Balázsfalván (1744), Nagykárolyban (1754), Nagyenyeden (1765), Temesváron (1771), Besztercén (1773), Marosvásárhelyen (1785), Bihardiószegen (1788), miközben a már említett városokban újabb nyomdák alapítására, újabb jeles nyomdászdinasztiák alakulására került sor. Szebenben Hochmeister Márton alapított nyomdát 1778-ban, Gyulafehérváron közel egy évszázadnyi szünet után a püspöki líceum mellett létesült könyvnyomda, Nagyváradon Gálfy Miklós püspök alapított nyomdát (1741), Kolozsváron a jezsuiták (1727), ill. ifj. Hochmeister Márton (1790).
A 19. század első felében már megkezdődött a nyomdászat és a könyvkiadás ama központosodása, amelynek kiteljesedését 1867 után észlelhetjük, de így is létesült néhány vidéki városban újabb nyomda: Aradon 1819-ben, Máramarosszigeten 1829-ben, Szatmárnémetiben 1846-ban, az 1848–49-es forradalom és szabadságharc éveiben pedig Kézdivásárhelyen és Lugoson.
A 19. század második felében egyrészt nagy, tőkeerős nyomdavállalatok és részvénytársaságok alakultak és vonzották magukhoz (főleg Budapesthez) a könyvkiadói tevékenység túlnyomó részét, másrészt, miután a könyvkiadás és a nyomdászat 1872-től szabad iparággá vált, közepes, kis-, sőt törpenyomdák sokasága jött létre vidéken is: 1852-ben Lugoson, 1860-ban Szamosújváron, 1863-ban Oravicán, 1867-ben Csíkszeredában és Tordán, 1868-ban Orsován, 1869-ben Resicán és Székelyudvarhelyen, 1870-ben Sepsiszentgyörgyön és Szászvároson, 1871-ben Kézdivásárhelyen, 1875-ben Nagybányán, 1876-ban Buziáson, Déván, Désen, Nagyszentmiklóson, 1877-ben Zilahon, 1878-ban Fogarason, majd az 1880-as években újabb 15, az 1890-es években újabb 21, az első világháborúig terjedő közel két évtized alatt pedig újabb 29 városban, sőt nagyobb községekben is.
A könyvtermelésben azonban ezeknek a nyomdáknak kis hányada vett részt: 1913-ban az egész mai romániai területen összesen 77 magyar nyelvű könyv jelent meg. Súlyosan vidékies tehát az a könyvkiadói hagyomány, amellyel az 1918-as történelmi változást követően önálló útra lépő romániai magyar könyvtermelésnek számolnia kellett.

## 1919-1940 között
Az 1919-1940 közötti időszakban az erdélyi (vagyis akkor már romániai) magyar könyvtermelés helyzete alapvetően változott meg. A korábbi erőteljes központosodás és a szellemi termés Budapestre irányuló áramlásának megszűntével a nagyobb erdélyi magyar szellemi központokban éppúgy, mint kisebb városokban, sőt falvakban is, kis és közepes nyomdák sokasága létesült vagy fejlődött s játszott szerepet rövidebb-hosszabb ideig a magyar könyvtermés gyarapításában. Jelentős mértékben megnőtt a könyvtermelés mennyisége: Monoki István adatai szerint 1919-1940 között összesen 6968 önálló mű hagyta el a nyomdákat (azaz évi átlagban 316).
Az 1919-1922 közötti időszakban – a megszerveződés éveiben – az évi könyvtermés 73-ról 285-re emelkedett, majd következett a virágzás szakasza (1923-1927) évenként 378 és 473 mű közti könyvterméssel. 1928-1935 között Monoki szerint az "állandó intézmények megszilárdulása", valójában a gazdasági válság évei következtek, amikor évente 258 és 355 mű között ingadozott a könyvtermelés, végül az utolsó (1936-1940 közötti) években megközelítette, olykor kissé meg is haladta az átlagot.
Ez a mennyiségét tekintve korántsem jelentéktelen könyvtermelés sajátosan oszlott meg tematikájában. Ugyancsak Monoki Istvánnak az akkori tizedes osztályozás szerinti romániai magyar könyvbibliográfiája 750 művet tartalmaz az "általános művek" szakcsoportjában (10,76%), a továbbiakban 123 filozófiai (1,71%), 1274 teológiai és vallási (18,28%), 1584 társadalomtudományi (22,73%) – ebben a szakcsoportban sorolja fel a pénzintézetek számadásait, évi jelentéseit és az elemi iskolai tankönyveket is –, 148 nyelvészeti (2,12%), 208 matematikai és természettudományi (2,99%), 335 orvostudományi (4,18%), 206 technikai (2,96%), 426 művészeti (6,11%), 1754 szépirodalmi (25,17%), 107 történelmi (1,54%), 112 földrajztudományi (1,61%), 273 életrajzi (3,92%) művet. Az irodalom szakcsoportjába sorolt 1754 mű közül 376 a verskötetek száma, 233 a regényeké, 400 a kisregényeké és elbeszélésköteteké, 136 a magyar irodalomtörténeti műveké és a középiskolai magyar tankönyveké.
E könyvtermelésben területi megoszlásban a vezető szerep Kolozsváré (86 nyomdájában összesen 3487 mű jelent meg, az összes nyomdai termék közel 50%-a). Utána következett: Nagyvárad (31 nyomdájában 582 mű), Temesvár (64 nyomdájában 426 mű), Arad (39 nyomdájában 354 mű), Marosvásárhely (32 nyomdájában 221 mű), Szatmár (23 nyomdájában 208 mű), míg aránylag szerényebb, de az egész időszakon át folyamatos könyvtermeléssel szerepelt Székelyudvarhely (152 mű), Lugos (134 mű), Torda (125 mű), Bukarest (116 mű), Dicsőszentmárton (83 mű), Déva (75 mű), Sepsiszentgyörgy (53 mű), Nagybánya (47 mű), Zilah (45 mű), Nagyszeben (44 mű), Csíkszereda (37 mű), Kézdivásárhely, Nagyenyed, Nagykároly (36-36 mű).
A két világháború közötti romániai magyar könyvkiadás lényegében nem könyvkiadó-vállalati, hanem nyomdai meghatározottságú volt. Kolozsvárt a Minerva Irodalmi és Nyomdai Műintézet Rt. (egymaga 1563 művel) mellett a Corvin, Fraternitas, Gloria, Grafica, Lapkiadó, Pallas, Szent Bonaventúra könyvnyomdák (összesen 804 művel), Nagyváradon a Kálvin Könyvnyomda, a Sonnenfeld-nyomda és a Szent László Könyvnyomda (383 művel), Aradon a Vasárnap könyvnyomda (111 művel), Brassóban a Brassói Lapok Könyvnyomdavállalata (98 művel), Temesváron a Minerva Könyvnyomda (137 művel), Tordán Füsy József könyvnyomdája (117 művel) vett részt jelentős mértékben a könyvkiadói tevékenységben. Ugyanakkor nem volt ritka, hogy e nyomdák kiadásában megjelenő lapok vagy folyóiratok emblémája alatt egész könyvsorozatok indultak útra a közönség felé: a Brassói Lapok Ajándékregénytára, a Cimbora könyvtára, a Minerva Könyvtár, a Pásztortűz Könyvtára, a Temesvári Hírlap Könyvei vagy számos egyházi lap, folyóirat könyvsorozata. Az egyházak, ill. ifjúsági szervezeteik, egyesületeik maguk is folytattak kiadói tevékenységet; sorozataikban (Családi Tűzhely Mellett, Élő Könyvek, Erdélyi Könyvtár, Kis Emberek Könyvtára, az Ifjú Erdély Könyvei, Református Könyvtár, Ünnepnapok, Zsoltároskerti Füzetek) a hitépítő művek mellett szívesen jelentettek meg klasszikus vagy kortárs szépirodalmat is.
A korabeli könyvkiadás sajátos vállalkozói termékei voltak a ponyva- és detektívregények. Így a Buffalo Bill-füzeteknek több mint 100, a Nick Carter-füzeteknek 57, a Sherlock Holmes-füzeteknek 43 kötete látott napvilágot; a más sorozatokban (Detektívregények, Kaviár Erotikus Könyvtár, Mister Hercules, Pán Könyvtár, Polónyi Regénytár) megjelent önálló művek száma szintén meghaladta a 100-at.
A romániai magyar szellemi élet arculatát azonban maradandóan nem ezek a vállalkozások határozták meg, hanem néhány olyan kiadói kezdeményezés, amely, bár számbelileg szerényebb keretek között, de időt álló műveivel emelkedett ki a két világháború közötti időszakban. Ilyennek indult az 1925-ben Marosvásárhelyen létesített Erdélyi Könyvbarátok Társasága s a jóval hosszabb életű Erdélyi Szépmíves Céh, amely 1944-ig összesen 163 művet jelentetett meg, nagyobbrészt – mai megítélésünk szerint is – maradandó értékeket. Élén igazgatóság állott, Kolozsvárt működő irodájának vezetője Kovács László volt, kiadványait különös gonddal a Minerva Irodalmi és Nyomdai Műintézet Rt. készítette.
Vezetésével elégedetlenül, 1933-ban alakult meg az Erdélyi Magyar Írói Rend, amely részben a budapesti Nyugat Könyvkiadóval együttműködve, de lényegében a szerzők saját kiadásában jelentette meg köteteit, 1936-ig összesen 6 művet. Hasonló szembefordulás hívta életre 1939-ben az Erdélyi Enciklopédiát, amelynek könyvei között – az új nemzedék valóságirodalmi beállítódásából következően – szociográfiai művek, publicisztikai gyűjtemények is megjelentek.
Az Erdélyi Múzeum Egyesület a romániai magyar tudományosság fóruma volt abban az időben, amikor – Csűry Bálint megállapítása szerint – a tudósnak "önmaga mecénásának" kellett lennie. Folyóirata, az Erdélyi Múzeum mellett jelentős szerepet töltött be a könyvkiadás vonatkozásában sorozata, az Erdélyi Tudományos Füzetek, amelyben 1926-1945 között megszakítás nélkül összesen 208 tudományos dolgozat jelent meg, legnagyobbrészt a humán tudományok (irodalomtörténet, művészettörténet, történelem, művelődéstörténet, nyelvtudomány, bibliográfia) köréből. Szórványosabban bár, de szintén jelentettek meg tudományos dolgozatokat a felekezeti alapon szervezett tudományos egyesületek (Erdélyi Katolikus Akadémia, Károli Gáspár Irodalmi Társaság, Unitárius Irodalmi Társaság) is, bár ezek nagy része a vallástudományok témaköreiből merítette tárgyát.
A humán tudományok művelőin kívül egyedül az orvosoknak sikerült kiadói vállalkozást szervezniök: az Erdélyi Orvosi Lap mintegy fél évtizeden át rendszeresen jelentette meg különnyomatban a hasábjain közölt fontosabb orvosi, gyógyszerészeti és gyógyszerkémiai tanulmányokat (összesen 68 füzetet). Megszűnte (1925) után az EME Orvostudományi Szakosztálya próbált továbbra is nyilvánosságot biztosítani számukra, de ez, valamint a Jog- és Társadalomtudományi, nemkülönben a Természettudományi Szakosztály együttesen mindössze 8 művet tudott megjelentetni az 1930-as évek végéig.
Egyedülálló irodalomtörténeti vállalkozás az Erdélyi Ritkaságok c. sorozat, amely Jancsó Elemér szerkesztésében és a Minerva Rt. kiadásában 1939-1945 között összesen 13 erdélyi emlékíró kiadatlan vagy elfelejtett művét tette közkinccsé, némelyik művet – az érdeklődésre való tekintettel – két kiadásban is.
Voltak aztán olyan vállalkozások, amelyek egyként karolták fel a szépirodalmi és a tudományos érdeklődést: 1935-1939 között a Brassóban kiadott Hasznos Könyvtár (összesen 25 művel) és a Minerva Rt. kiadásában megjelent A Magyar Nép Könyvtára, amelyben 1924-1940 között összesen 63 mű látott napvilágot, önköltségi áron, füzetes formában, azzal a bevallott célkitűzéssel, hogy szellemi bázisa legyen egy, a falusi olvasómozgalmat fellendíteni hivatott népkönyvtári mozgalomnak. Ezekben a sorozatokban volt szépirodalom is (klasszikus és kortárs magyar írók – főképp prózaírók – kötetei), de nagy arányban gyakorlati ismereteket nyújtó füzet is, amelynek olvasói – népszerűsítő szinten – bővebben tájékozódhattak a mezőgazdálkodás, méhészet, talajművelés, növénytermesztés és kisállattenyésztés, gyümölcstermesztés, közegészségtan egyes kérdései, területei felől. Egy réteg: a földműves lakosság érdeklődését elégítette ki az Erdélyi Gazdasági Egyesület, amelynek kiadványai több sorozatba szervezve láttak napvilágot (1926-1939 között összesen 72 önálló mű).
A munkásmozgalom körében is történtek önálló kezdeményezések könyvkiadói vállalkozásokra. Ezeket a cenzúra és a rendőrség üldözése is sújtotta, de jelenlétük így is gazdagabbá tette könyvkiadásunk színképét. Közéjük tartozik a Proletárok Könyvtára (1933-1934), a Mai Modern Könyvtár, az Új Transilvania (mindkettő 1937-ben), valamint a Munkás Athenaeum (1939), amelyben Jordáky Lajos, Józsa Béla, Nagy István írásai láttak napvilágot.

## A bécsi döntés után
A romániai magyar könyvkiadásban új helyzet teremtődött az 1940-es bécsi döntéssel, Erdély kettészakításával. Ezt követően az észak-erdélyi könyvkiadás – amely már korábban is a romániai magyar könyvtermés jelentős részét szolgáltatta – Budapest vonzásába került, s az erdélyi szerzők egy része is szívesebben adta műveit fővárosi kiadóvállalatoknak. Ennek ellenére tovább működik néhány korábbi könyvkiadói vállalkozás, így az ESZC, ETF, Magyar Nép Könyvtára, az EMGE kiadványai, sőt főképp a tudományos intézményrendszer létrejötte következtében (a kolozsvári magyar egyetem, az Erdélyi Tudományos Intézet) újak is létesülnek. Az 1940-1944 közötti idők itteni magyar könyvkiadásának leválasztása az akkori magyar szellemi élet egészéről azonban mesterkélt volna.
Önállóan kényszerült viszont továbbhaladni a maga útján a bécsi döntés utáni években is a magyar könyvkiadás Erdély déli részében, noha e négy év romániai magyar könyvtermésére, mint általában egész szellemi életére, nyomasztó súllyal nehezedtek a jobboldali rendszerek adminisztratív megszorító intézkedései, s nem kedvezett a rendkívül kiélezett közhangulat sem, amely miatt sokan el is hagyták az országot. Itt már 1940 előtt is szerényebb méretű volt a magyar könyvtermelés: az 1919-1940 között megjelent műveknek mindössze 25%-a készült itt, de ez is 1798 művet jelentett 38 városban és községben. 1940 őszét követően összesen 191 mű jelent meg 11 város könyvnyomdáiban (Nagyenyed 76, Temesvár 53, Arad 19, Lugos 14, Brassó és Gyulafehérvár 5-5, Torda és Petrozsény 2-2, Déva és Kisjenő 1-1 művel).
A háborús cenzúra körülményei között Dél-Erdélyben sajátosan alakult ennek az időszaknak a műfaji-tematikai megoszlása. Legnagyobb a vallásos művek száma (51, azaz 26,7%), utána a tudományos és ismeretterjesztő műveké (35, azaz 18,3%) és a naptáraké (35, azaz 18,3%), míg a szépirodalom összesen 37 művel szerepelt (19,4%, ebből 30 kötet kortárs és klasszikus próza, népmesegyűjtemény, 7 kötet vers). Megjelent ezen kívül 18 tankönyv (9,4%), 9 évi jelentés (4,7%) és 6 egyéb mű (0,3%).
Az aradi Kölcsey Egyesület 1943-ban elindította Fecskés könyvek címen ismertté vált sorozatát (1944 nyaráig összesen 5 művet sikerült kihoznia), a lugosi Magyar Kisebbség pedig Dél-erdélyi és Bánsági Tudományos Füzetek címmel jelentette meg sorozatát (a betiltásig összesen 12 művet); az EMGE a gabonatermesztés, állattenyésztés, kertészet és méhészet köréből adott ki összesen 7 művet, 1941-1942-ben a Hangya kiadásában megjelent a Szövetkezeti Könyvtár 6 füzete, a református egyház kiadásában az IKE Szenior Osztályának Füzetei, amelyben összesen 10 teológiai és hitépítő mű látott napvilágot.

## 1944 után
1944 őszétől, a hadszíntér átvonulása és a katonai-politikai fordulattal járó negatív mozzanatok ellenére váratlanul megélénkült a könyvkiadás. December végéig, négy hónap alatt összesen 89 önálló kiadvány hagyja el a sajtót. Igaz, ezek között nagy számban voltak különnyomatok is: az EME Múzeumi Füzetek c. sorozatából, az EMGE egy jubileumi tanulmánykötetéből (Erdély mezőgazdasága. Kolozsvár, 1944), a Munkások és Földművesek Naptárából, de az ETF néhány új füzete és az ETI nyomdából most szabaduló önálló kiadványai mellett ekkor már jelentkezik az új szellemi orientációjú irodalom néhány terméke is: a Józsa Béla Athenaeum első kiadványai a Szovjetunióról, a Román Kommunista Párt (RKP) első magyar nyelvű brosúrái, Szenczei László A magyar nép tragédiája, Grosz Sándor 3 év zsidó kényszermunkáról szóló (A romániai fasizmus fekete napjaiból: Ciușlea, Domnești, Doaga, Pâncota, Lucareț), György István Fegyvertelenül a tűzvonalban c. kötetei.
Az 1945-1948 közötti időszakban a romániai magyar könyvtermés hullámzó: 1945-ben még 271 mű került ki a nyomdákból, 1946-ban 283, 1947-ben 216. 1948-ban pedig már 350.
Az átalakulásnak ebben a kezdeti szakaszában sokféle könyvkiadási forma fért meg egymás mellett: jelentős mértékben gyarapodott, s az időszak végére túlsúlyra tesz szert az RKP kiadásában megjelenő művek száma (összesen 136 cím), kibontakozott a Bolyai Tudományegyetem és a belőle kivált, Marosvásárhelyre költöztetett Orvosi és Gyógyszerészeti Intézet könyvkiadása (összesen 64 mű). Mellettük a Magyar Népi Szövetség (29 mű), Szakszervezeti Tanács (25 mű), Román-Szovjet Baráti Társaság (18 mű), Romániai Demokrata Nők Szövetsége (10 mű) szerepelt. Ugyanakkor változatlanul ott van a könyvkiadásban az EME (50 művel), az ETI (29 művel), az EMGE (12 művel), a Minerva RT (46 művel), a sepsiszentgyörgyi Jókai nyomda (13 művel), valamint az egyházak: a római katolikus (27 művel), a református (31 művel), az unitárius (4 művel), az evangélikus (1 művel).
A bekövetkezett politikai változásokkal párhuzamosan jelentkeztek azok a kiadók, amelyek egy új irodalom- és művelődéspolitika képviseletét vállalták magukra. Ezek közé tartozott a Józsa Béla Athenaeum (48 művel) és az Orosz Könyvkiadó (41 művel), de mellettük működött a Móricz Zsigmond Kollégium, a Méhkas kolozsvári diákszövetkezet, a marosvásárhelyi Bolyai kiadó, a temesvári Litera és a nagyváradi Új Élet kiadó is (összesen 32 művel). Szerényebb arányban, de az önszerveződés méreteire utal az olyan tömörülések kiadói jelentkezése, mint Aradon az Aurora csoport néven jelentkező kiadói vállalkozás, a Demokratikus Népi Írók kiadója, az Új Genius, a bukaresti Eminescu Könyvkiadó, a kolozsvári Dózsa György, Libro, Petőfi Athenaeum, a Romániai Magyar Írószövetség, a marosvásárhelyi Magyar Élet, a temesvári Pán Könyvkiadó, a Bánsági Magyar Írók Szervezete, a temesvári Arany János Társaság.
1947-1948-ban a politikai hatalomért vívott harc, majd az államosítás hozott lényeges változást a könyvkiadásban. Csökkent a "régi rendszerhez kötődő"-nek minősített intézmények könyvkiadása, és nőtt (számbelileg is) a demokratikus intézmények és szervek kiadói ténykedése. Az EME 1948-ban már csak 1 művel jelentkezett, az ETI ugyancsak 1 művel, a Minerva 3 kötettel, ugyanakkor visszaszorulni látszik az önszerveződés jegyében már az új korszakban létrejött szervezetek, intézmények egy része is: a Bolyai Tudományegyetem kiadásában 1948-ban mindössze 4 mű, a Magyar Népi Szövetség kiadásában 5 mű jelent meg, s a kiadók sorában már a Méhkas és a Móricz Zsigmond Kollégium nevét sem találjuk. Ezek helyét az állam és a kommunista párt megfelelő szerveinek felügyelete alatt már 1947-től kezdve kiépülő állami könyvkiadás foglalta el.
1947-ben megindult az Állami Könyvkiadó (magyar szerkesztőséggel és kolozsvári fiókkal), s ugyancsak ettől az évtől a Közoktatásügyi Minisztérium vette át a tankönyvek kizárólagos kiadását, 1948-tól az IMSZ égisze alatt megindult annak Ifjúsági Kiadója is (magyar szerkesztősége egyelőre Bukarestben működött), közben pedig ugrásszerűen megnőtt az RKP megfelelő szerveinek gondozásában megjelenő művek száma (1947-ben még 22, 1948-ban már 76 mű), s az Orosz Könyvkiadóé is (egyedül 1948-ban 23 mű).
1948. június 11-én, az államosítással a nyomdák is állami tulajdonba kerültek. A könyvkiadásban ugyanakkor erőteljes koncentráció s a kiadói munkának a kommunista hatalom általános politikai és műveltségpolitikai célkitűzéseivel való egybehangolása jut érvényre. A társadalmi-gazdasági változások a magyar lakosság legszélesebb rétegeit is döntő módon érintették, az állami és pártszervek pedig akkoriban fontosnak tartották, hogy a maguk módján a magyar tömegeket, valamint az államosításban szerepet játszó aktivistákat is eligazítsák. Az irodalom maga is vállalta az átalakulás propagandistájának szerepkörét, azon kívül, hogy 1949 után a magyar könyvkiadásban is jelentős mértékben megnőtt a tájékoztató és ideológiai kiadványok (főleg brosúrák) aránya.
A könyvkiadásnak csak a politikai változásokra figyelő magatartásában az 1950-es évek közepén (tulajdonképpen 1954-től) mutatkozott változás; az irodalom igyekezett megszabadulni a proletkult nyűgétől, s egymás után jelentek meg – olykor heves viták közepette – azok a művek, amelyek már a változások emberi dimenzióira is figyelve "ábrázolták a valóságot". Árnyaltabbá vált a viszony a két világháború közötti és klasszikus magyar irodalmi örökséghez, a világirodalmi tájékozódás határai pedig kezdtek túllépni az orosz és szovjet irodalom körein. Ugyanakkor nyitottabbá vált a humán tudományok szemlélete is: folkloristáink már nemcsak az antiklerikális és munkásmozgalmi folklórt kutathatták és adhatták ki, hanem megjelentethették a romániai magyar folklórterületek valós értékeit tartalmazó első gyűjtéseket, újra megindult a romániai magyar néprajzkutatás, s egy Gazdaságtörténeti Tanulmányok c. sorozattal a Tudományos Könyvkiadónál megtörténtek az első kísérletek a nemzetiségi múlt tárgyszerű kutatására. Mindezzel – úgy tűnik – megindult a romániai magyar kultúra valós múltjának feltárása, hagyományos értékeinek a megteremtendő szocialista kultúrába való beépítése.

## 1949 után
Az államosítás utáni években tovább növekedett a romániai magyar könyvtermelés: 1949-1959 között összesen 5515 magyar nyelvű mű hagyta el a nyomdákat, azaz évi átlagban 501 mű, amit könyvkiadásunk az 1952-1957 közötti években meg is haladt.
A még 1947-ben létesített Állami Könyvkiadó eleinte egymaga látta el magyar könyvvel az olvasókat (kiadótársként szerepelt a tankönyveken a Közoktatási, a mezőgazdasági kiadványokon a Földművelésügyi, az egészségvédelmi kiadványokon az Egészségügyi Minisztérium), majd rendre kirajzanak belőle az új kiadók: 1951-ben az Állami Irodalmi és Művészeti Kiadó és az Állami Didaktikai és Pedagógiai Könyvkiadó (tankönyvirodalom), 1952-ben a Testnevelési és Sportkiadó és a Technikai Kiadó, 1953-ban a Mezőgazdasági és Erdészeti Állami Kiadó és az Állami Tudományos Kiadó, 1954-ben az Állami Közgazdasági és Jogi Könyvkiadó magyar részlege. Ugyanakkor 1952-ben önállósul a Román Munkáspárt (RMP) Központi Bizottságának irányítása alatt működő Politikai Könyvkiadó és az IMSZ irányította Ifjúsági Könyvkiadó. Ezek a kiadók különben alakulásuk és átalakulásaik különböző szakaszaiban – sokszor egy éven belül többször is – változott neveken jegyzik a gondozásukban megjelent köteteket.
Az állami könyvkiadók székhelye Bukarest, de az Állami Könyvkiadó magyar osztályából és kolozsvári magyar szerkesztőségéből rendre az új kiadók magyar osztályai és szerkesztőségei is kialakultak, így az 1950-es évek közepén már kolozsvári magyar szerkesztősége lett az irodalmi és művészeti, mezőgazdasági, tudományos, közgazdasági és ifjúsági, valamint a tankönyvkiadónak. 1955-1959 között Marosvásárhelyen önálló magyar szerkesztőséget létesített az Állami Irodalmi és Művészeti Kiadó és a tankönyvkiadó; az előbbi gondozásában összesen 69 mű jelent meg.
Az egész romániai magyar könyvtermelés ebben az időszakban a tartományi székhelyeken létesített nyomdaipari vállalatokban összpontosult, a régebbi kisebb nyomdák felszerelésének legnagyobb része ezek kezelésébe került át vagy ócskavasba jutott. A főbb állami könyvkiadók jegyezték a megjelenő művek legnagyobb részét (összesen 3100 művet), a kisebb rész kiadója a Tudomány- és Kultúraterjesztő Társaság, az Országos Szaktanács, az Építőművészeti és Építészeti Kiadó, a Nyomtatványok és Kiadványok Kiadója, az Orvosi és a Zenei Könyvkiadó, valamint még 30 központi szerv, szervezet, intézmény (ezek össztermése 742 magyar nyelvű mű). A vidéki magyar könyvkiadás viszont lényegesen beszűkült: 1950-1953 között mindössze 73, 1954-1959 között 312 magyar nyelvű könyv a vidék össztermése, amelyben benne szerepel a kolozsvári Bolyai Tudományegyetem, a marosvásárhelyi OGYI könyv- és jegyzetkiadása, valamint az ÁIMK marosvásárhelyi részlegének termése is. A Magyar Autonóm Tartomány székhelyévé lett Marosvásárhely esetében különösen szembetűnő ez a jelenség, s összefügg azzal, hogy épp ebben az időszakban történt kísérlet a város új magyar szellemi központtá fejlesztésére. Míg ugyanis az 1950-1953-as években Kolozsvár 49, Marosvásárhely 12 művel szerepelt, addig az 1954-1959 közötti könyvtermésük 90, ill. 160 mű, a növekedés pedig az utóbbi esetben 12-szeres. A vidék többi részének magyar könyvtermése elenyésző (tizenegy év alatt összesen 57 mű, amelyen Arad, Brassó, Gyulafehérvár, Kézdivásárhely, Nagybánya, Nagyvárad, Sepsiszentgyörgy, Szatmár, Székelyudvarhely és Temesvár osztozik).
A vallásos irodalom kiadása 1950 és 1959 között úgyszólván jelképes: az összes egyházak és felekezetek magyarul összesen 31 művet jelentettek meg.

## 1950-es évek vége
Az évtized utolsó harmadában – az 1956-os magyarországi forradalom eseményeinek romániai következményeként – fokozatosan újra megmerevedett a romániai magyar kiadópolitika is. A mind határozottabban érvényesített ideológiai elvárásokkal párhuzamosan rövidesen bezárultak a kiadási lehetőségek egy sor olyan mű előtt, amelyek a romániai magyarság saját történelmi-művelődéstörténeti-tudományos örökségét kívánták feltárni, s amelyeket emiatt pártdokumentumokban, "kiértékelő" gyűléseken és katonai bíróságok vádlói emelvényéről a "nacionalizmus" bűnében marasztaltak el.
Kéziratban maradnak vagy a nyomdai munkák közben állítódnak le olyan művek, mint Gaál Gábor vagy Kelemen Lajos tanulmányainak több kötetre tervezett kiadása, a Folklór Intézet országos gyűjtésének anyagából szerkesztett nagy romániai magyar népdalgyűjtemény, Orbán Balázs Székelyföld leírása c. műve néprajzi fejezeteinek kiadása, Szentimrei Jenő önéletrajzi regényének még az író életében nyomásra előkészített első kötete. E művek – valamint a kutatók fiókjaiban rekedt félkész munkák – egy részének megjelenésére majd csak az 1970-es években került sor.

## 1960-as évek
Az 1960-as évek romániai magyar könyvkiadását két – egymással ellentétes – folyamat jellemezte: egyrészt folytatódott a romániai magyarság szellemi horizontjának az 1950-es évek végével kapcsolatban már jellemzett behatárolása, másrészt – különösen az évtized közepétől – egyre inkább érezhetővé váltak az úttörés jegyei egy még a korábbinál is teljesebb sajátos művelődés-irodalmi modell irányában. Ez utóbbi folyamat majd az 1970-es években bontakozott ki s újította meg az egész romániai magyar szellemi életet.
1960 és 1969 között a romániai magyar könyvtermelésben az állami könyvkiadó vállalatoké az oroszlánrész. Tíz esztendő alatt 12 könyvkiadó összesen 3440 művet jelentetett meg, míg a kiadókon kívüli állami és társadalmi szervek és intézmények össztermelése csupán 561 mű. A könyvkiadók közül is tulajdonképpen hatnak a részesedése jelentős: az Állami Didaktikai és Pedagógiai Könyvkiadóé (1250 címmel – jórészt a tankönyvek évenkénti újranyomása révén), az Irodalmi Könyvkiadóé (738 címmel), az Ifjúsági Könyvkiadóé (678 címmel), a Politikai Könyvkiadóé (320 címmel), a Mezőgazdasági és Erdészeti Könyvkiadóé (177 címmel), a Tudományos Kiadóé (115 címmel). Rajtuk kívül még csak a Technikai Könyvkiadó jelentkezett évről évre (összesen 75 címmel), míg a többi kiadó, az Akadémiai, a Meridiane, az Orvosi, a Román Enciklopédia és a Zenei Könyvkiadó együtt összesen 94 művet jelentet meg magyarul a tíz év alatt. A központi állami és társadalmi szervek magyar könyvkiadó tevékenysége egyre inkább beszűkült. Az Országos Nőtanácson (139 cím) és a Művelődés- és Művészetügyi Állami Bizottságon (78 cím) kívül az összes többi szervek együtt 32 művet jelentettek meg. Az egyházak együtt összesen csak 11 címmel szerepeltek.
A vidék magyar könyvkiadói tevékenységében (1968-tól) az ország területi-közigazgatási átszervezése nyomán néhány megyében kimondott fellendülés vette kezdetét. Területi megoszlásban a kiadványok abszolút többségét a Magyar Autonóm Tartomány (majd Maros-Magyar Autonóm Tartomány) állami, párt- és művelődési szervei jegyezték 101 címmel, majd következett Crișana (27 cím), Kolozs (21 cím), Brassó (19 cím – közigazgatásilag ide tartozott egy ideig az egykori Háromszék megye), Máramaros (12 cím), Bánát (8 cím) tartomány, illetőleg 1968-tól Hargita (4 cím), Szatmár (3 cím) és Kovászna (1 cím) megye.
A romániai magyar könyvkiadás törzsét képező kiadóknál már az 1960-as években mutatkoztak a minőségi megújulás jelei. Az Irodalmi Könyvkiadónál 1961-ben megindult a két háború közötti örökség újraolvasását és újbóli kiadását fellendítő Romániai Magyar Írók sorozat, s az egyre több klasszikus és kortárs világirodalmi műnek helyet szorító Kincses Könyvtár helyébe 1965-től a Horizont és a Drámák sorozatok léptek. Gazdagodott a Magyar Klasszikusok és Román Írók sorozatokba bekerülő művek választéka is. Ugyanakkor az Ifjúsági Könyvkiadónál rendszeresebbé és átgondoltabbá vált a Tanulók Könyvtára szerkesztése, s útjára indult a Legszebb Versek c. sorozat, amely a klasszikus és kortárs világirodalom felé is nyújtott kitekintést. Ugyancsak az Ifjúsági Könyvkiadó nyitotta meg kapuit a természettudományos ismeretterjesztő irodalom előtt is, nemegyszer a pártfogásába vette a határterületre besorolható hazai magyar természettudományos hagyomány körébe tartozó műveket is.
A szakkiadók magyar könyvkiadása az 1960-as években fokozatosan elsorvadt: a Mezőgazdasági és Erdészeti Könyvkiadónál az 1954-es évben megjelent 72 művel szemben 1969-ben már csak 8 mű, a Technikai Kiadónál 12-vel szemben 3, a Tudományos Könyvkiadónál 18-cal szemben 4 mű jelent meg magyarul, az 1961-ben indult Meridiane könyvkiadónál az 1961-es 16 művel szemben 1968-ban már csak 2 könyv magyar nyelvű. E jelenségnek például a mezőgazdasági irodalom esetében magyarázata lehet részben az, hogy a kollektivizálás befejezésével, a magyar nyelvű mezőgazdasági főiskolai oktatás felszámolása után s egy központi utasításrendszerre épülő mezőgazdálkodás körülményei között lassan elsorvadt az érdeklődés nemcsak a szocialista mezőgazdaság felsőbbrendűsége mellett érvelő brosúrák, hanem a mezőgazdasági szakmunkák iránt is. De van a jelenségnek egy másik oka is, amelyre majd az 1969-es "irodalomcentrizmus"-vita figyelmeztet: a világméretű tudományos-műszaki robbanással szemben a szakmai képzettség és tömegtájékozódás lemaradása az egész romániai magyar kultúra veszélyes egyoldalúsága. Ennek felismerése után a helyzet javítására az 1970-es években történtek erőfeszítések néhány kiadó részéről.

## 1970-1985 között
1969 végén egy minisztertanácsi határozattal új könyvkiadó-hálózat jött létre. Ebben egyrészt a kiadói monopolhelyzetek megszüntetésére, másrészt az addigra szinte teljesen elsorvadt vidéki könyvkiadói hálózat felújítására történt felső kezdeményezés. A romániai magyar könyvkiadás vonatkozásában e határozat értelmében született meg az első romániai nemzetiségi könyvkiadó, a Kriterion Könyvkiadó, indult meg – nemzetiségi szerkesztőségekkel – a kolozsvári Dacia és a temesvári Facla s ugyanakkor a 22 romániai könyvkiadóból az említetteken kívül még 14 jelentetett meg magyarul is könyveket. E 14 könyvkiadó közül az Albatros, a Ion Creangă, az Eminescu, a Technikai és Politikai Könyvkiadónak Bukarestben működött magyar szerkesztősége (egy vagy több szerkesztővel), a Kriterion mellett a Didaktikai és Pedagógiai Könyvkiadónak, a Ceresnek és a Tudományos és Enciklopédia Könyvkiadónak például Kolozsváron is.
Az össz-könyvtermés az 1970 és 1980 közötti újabb időszakban évi átlagban 442 cím. Az évi könyvtermés az 1973-as évben a legmagasabb (546 cím), míg az össz-példányszám az 1974-75-ös évek kivételével az 1970-es években végig meghaladta a 2-2,5 milliót.
Az új könyvkiadás-politika összefüggésében egy időre több új adminisztratív központ (megyeszékhely) magyar könyvtermelése is megélénkült. A megyei Művelődési Bizottságok és a Népi Alkotások megyei Házai s a vidéki múzeumok keretében nemcsak mennyiségileg, de sajátos értékeiket tekintve minőségileg is figyelemreméltó kiadói tevékenység indult, ill. bontakozott ki. A vidéken működő két könyvkiadót nem számítva, az itteni magyar könyvkiadás 1970 és 1986 között összesen 324 művet szolgáltatott; ezek megjelenési helye Arad, Brassó, Csíkszereda, Kolozsvár, Marosvásárhely, Nagybánya, Nagyszeben, Nagyvárad, Sepsiszentgyörgy, Székelyudvarhely, Temesvár. Közülük Hargita és Kovászna megye magyar könyvkiadása volt a legjelentősebb: Csíkszeredában ebben az időszakban 78, Sepsiszentgyörgyön 65 magyar nyelvű mű jelent meg.
Ugyanekkor Marosvásárhely magyar könyvtermése a két főiskola kiadásában megjelent egyetemi jegyzetek (69 cím) nélkül mindössze 40 cím, Kolozsváré pedig a 16 magyar nyelvű egyetemi jegyzet nélkül 14 cím. Ami pedig a tartalmi értékeket illeti: Sepsiszentgyörgyön e fellendülés jegyében jelent meg a Kapuállító c. antológia két kötete és több népi varrottasalbum, Temesváron a szabadegyetem Lépcsők-antológiájának négy kötete, Aradon a Tóth Árpád Irodalmi Kör irodalmi antológiája, Szatmáron Bura László és munkatársai gondozásában egy úttörő helyi népballada-gyűjtemény, Hargita megyében egész sor népművészeti album a helyi varrottasok, fafaragások, tojásdíszek és csontkarcolások szakszerű feldolgozásra alkalmas bemutatásával. Sajnos 1974-től a vidéki magyar könyvtermelésnek ezt a lendületét hatalmi intézkedések kerékbe törték. A vidéki magyar könyvtermés helyzetére jellemző, hogy a szóban forgó időszakban számba vett 13 város közül 1986-ban már csak Nagyszebenben jelent meg könyv magyar nyelven: a román ortodox egyház Missziós irodájának kiadásában Mihai Fătu előzőleg már román és több világnyelven is kiadott magyarellenes propaganda-könyve: Az Észak-erdélyi román egyház a horthysta uralom idején : 1940-1944.
A már korábban is létezett vagy 1970-ben alakult könyvkiadók közül első helyen a magyar könyvtermés tekintetében – a tankönyvek évenkénti újbóli kiadása révén – a Didaktikai és Pedagógiai Könyvkiadó áll, ezt követte a Kriterion (1649 művel), a Dacia (491 művel), a Politikai Könyvkiadó (402 művel) és a Ion Creangă Könyvkiadó (278 művel). A többi kiadók közül folyamatosan adott ki magyar nyelvű könyveket a Ceres (97), az Albatros (90), a Tudományos és Enciklopédia (71), a Technikai Könyvkiadó (54) és a Facla (42), míg további nyolc kiadó már csak rapszodikusan vagy alkalomszerűen: az Eminescu (28), a Zenei (10), a Sport és Turisztikai (8), a Meridiane (5), az Orvosi (3), a Minerva (2), az Akadémiai Kiadó (1 művet). Meglehetős rendszerességgel jelentkezett magyar nyelvű kötetekkel a bukaresti Litera könyvkiadó (16 művel), ez a szerzők költségén vállalta bármiféle tárgyú könyveik kiadását és esetenként forgalmazását is.
Az 1970-es és az 1980-as évek romániai magyar könyvkiadásában jelentős minőségi újdonság, hogy megváltozott az addig túlnyomórészt irodalmi beállítódás. A Kriterion sokáig elhanyagolt vagy nyilvánossághoz nem jutott humán tudományterületek egész sorát karolta fel (művelődés- és művészettörténet, zenetudomány, nyelvészet, néprajz, történettudomány, filozófia, szociológia), de ezek mellett terveibe iktatott természettudományi ismeretterjesztő szakirodalmat is (a Kriterion Kézikönyvek, a Kriterion Kiskalauz és a Korunk Könyvek sorozatokban), s elindította – tudományos szakfolyóiratok pótlásának szándékával, a fiatalabb kutatónemzedék kinevelésére – irodalomtörténeti, nyelvészeti, művelődés- és művészettörténeti, zenetudományi, szociográfiai, néprajzi tanulmányköteteinek sorozatait.
A Dacia évről évre rendszeresen felvállalta a természettudományok körébe tartozó szakmunkák (matematika, fizika, kémia, elektronika, biológia, földrajztudomány) kiadását, főképp kolozsvári szerzők munkáit, s elindította színvonalas természettudományi ismeretterjesztő sorozatát, az Antennát. Figyelemre méltó volt a Politikai Könyvkiadó Testamentum sorozata is, amelynek kötetei a román-magyar együttélés kiemelkedő alakjait, a közös múlt fontos mozzanatait ismertették; ez a kiadó főképp az 1970-es évek derekán egész sor önálló munkásmozgalomi, ill. nemzetiségtörténeti mű megjelenését tette lehetővé. Mindezek a könyvterjesztő hálózat fogékonysága révén jelentős példányszámban jutottak el az olvasókhoz.

## 1985-1989. december
A romániai magyar könyvkiadás viszonylag virágzó szakasza az 1980-as évek közepéig tartott. Ekkor váltak a könyvkiadásban is érezhetővé a hatalom egyre keményebb eszközökkel érvényesített központosító és a nemzetiségek beolvasztására irányuló törekvései. A kiadók munkájában – minden területen – a Szocialista Nevelési és Művelődési Tanács kiadópolitikája (és ezen át az RKP propagandatitkárságának ideológiai iránya) érvényesült. A műveknek és szerzőiknek a "történelminek" minősített új korszak vívmányaival kellett azonosulniok s irodalmi eszközökkel támogatniok, népszerűsíteniök a pártdokumentumokban megfogalmazott közvetlen és távlati célkitűzéseket; a humán tudományok minden területén a homogén román államnemzet eszményének szolgálata és visszamenőleges történelmi igazolása az elvárás, elutasítva, sőt még a megjelenésig sem engedve azt, ami sajátos etnikai jegy vagy azzal összefüggő érték.
Adminisztratív eszközök foganatosítása útján vált nyilvánvalóvá, hogy nemkívánatos a tudományművelés a nemzetiségek nyelvein, sőt nincs szükség – az államfő és pártfőtitkár összegyűjtött beszédeit és cikkeit tartalmazó sorozatokon kívül – még a magyar nyelvű politikai irodalomra sem. Ezzel az adminisztratív eszközökkel is érvényesített központi könyvkiadás-politikával szemben az írók egy része hallgatásba merült, más része – a fiatal és a középnemzedék nem egy jeles költője, prózaírója – végleg emigrált az országból.
Ebben az évről évre gyorsuló folyamatban a romániai magyar könyvkiadás mind nehezebb helyzetbe került, amit súlyosbítottak a könyvkiadás egészét sújtó gazdasági-pénzügyi megszorítások: a megjelenő művek számának, terjedelmének, példányszámának adminisztratív korlátozása, a felhasználásra kerülő papír- és egyéb anyagok választékának és minőségének romlása, a felhasználás módjainak szintén adminisztratív szabályozása. Mindezek növelték a ráfizetést, főképp az eleve kisebb példányszámú nemzetiségi könyveknél, aminek következményeként különböző kiadóknál egymás után épült le vagy szűnt meg teljesen a magyar könyvkiadás.
1989-ben az 1970-es évekbeli 17-ből már csak 7 kiadónál jelentek meg magyar nyelvű könyvek, s rendre szűntek meg vagy zsugorodtak össze a magyar kiadói szerkesztőségek is.

## 1989 decembere után
1990-től a romániai magyar könyvkiadás is belekerült a hatalomváltást követő ellentmondásos időszak hullámzásába, amelyben helyzetét alapvetően az egykori (de struktúrájában még tovább élő) központosított állami szervek halódása, a korábbi kiadói főigazgatóság alá rendelt kiadók lassú és nehézkes önállósulása, a központi könyvterjesztő-hálózat válsága és széthullása, a diktatúra utolsó évtizedében már egyre szegényesebben ellátott nyomdák további hanyatlása, másfelől részben e struktúrákból már kiszakadt önállósult kiadók (pl. a Humanitas, Dacia), könyvterjesztő vállalatok (pl. a csíkszeredai Zenit) mellett magánkiadók, könyvkereskedők és nyomdák megjelenése határozta és határozza meg. Közben külső tényezők is hatottak és hatnak a romániai magyar könyv sorsának alakulására: egyfelől a magyarországi könyvbehozatal elé korábban gördített akadályok elhárulása és a magyar könyvpiac termékeinek (sajnos nagyon sokszor az ott már eladhatatlan fölöslegének) a beáramlása a romániai könyvesboltokba, másfelől az általános gazdasági helyzettel összefüggésben – s a könyvek árának igen erőteljes növekedésével ellentétesen – az olvasó és könyvvásárló közönség elszegényedése.
1990-ben az összes romániai magyar könyvtermés 66 cím volt, 1991-ben 145, 1992-ben 114; ezek megjelentetésében 1990-ben az ismert régi kiadók (Kriterion: 41 cím, Creangă: 7 cím, Dacia: 3 cím, Albatros: 1 cím) mellett részt kértek az átalakulás során született új lapok, társadalmi szervezetek (Romániai Magyar Szó: 5 cím, Romániai Magyar Demokrata Szövetség: 5 cím, a Helikon, A Hét, a Bolyai Társaság 1-1 cím) is. 1991-ben a kiadók száma már 26, ebből a Tanügyi és Pedagógiai Kiadó (61 cím), a Kriterion (36 cím), a Creangă (10 cím), a Dacia (5 cím) és a Tudományos Könyvkiadó (1 cím) mellett ott vannak az egyházak, a társadalmi szervezetek s önálló kiadványokkal a kommunista hatalomváltás idején felszámolt Erdélyi Múzeum-Egyesület (EMKE), a Romániai Magyar Gazdák Egyesülete is, míg 1992/93 fordulóján egy, a három év kiadványtermésére alapozó számbavétel összesen 63 olyan állami vagy magánkiadót, társadalmi szervezetet vagy testületet mutat ki, amelyek 1990-1992 között magyar nyelven könyvet adtak ki. A kiadók területi elhelyezkedése a vidéki magyar könyvkiadás újraszerveződését jelzi: Kolozsvár (15 kiadó) mellett második helyen Csíkszereda szerepel (14 kiadó), majd Székelyudvarhely (8), Bukarest (7), Sepsiszentgyörgy (4), Nagyvárad és Szatmárnémeti (3-3), Gyergyószentmiklós, Marosvásárhely, Nagybánya és Temesvár (2-2), Déva (1 kiadó) sorakozik, sőt felbukkantak a szerzők saját kiadásában megjelent művek is.
Lassan bátorodni kezdett a magánkezdeményezés és a művek közösségi támogatása is: több olyan könyv jelent meg, főleg 1992-ben és azóta, amelyek hazai és határokon túli alapítványok, olykor áldozatkész magánvállalkozók támogatását jelzik belső címlapjukon.